# Графіті мая

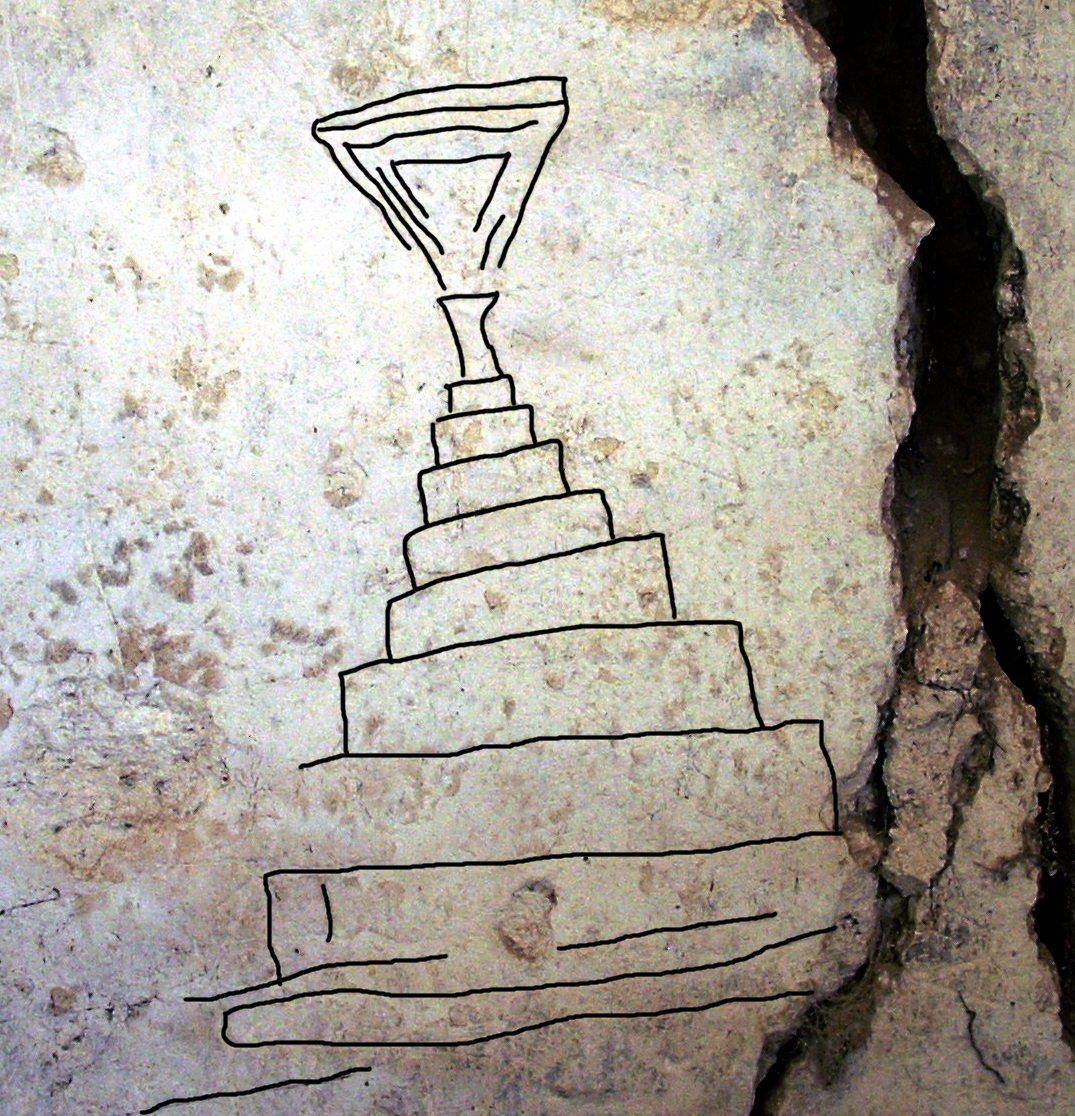
Графіті мая. Ла-Бланка

Графіті мая — вид народної творчості стародавніх мая у доколоніальний період. Представляють собою графіті на стукко внутрішніх стін, підлогах, лавках самих різних будівель (храмів, пірамід, комор, осель). Загалом їх виявлено у 50 городищах мая, найбільше в маянських містах на території штатів Кампече і Юкатан (Мексика) та департаменту Петен (Гватемала).

## Географія
Найзначніші групи графіті було виявлено в Тікалі, Чичен-Іці, Санта-Роса-Штампаку, Хольмулі, Яшактуні, Хочобі, Сан-Клементе, Накумі, Ц'ітбатнахі, а також у печерах мая. Найбільше знайдено маянських графіті області Ріо-Бек (штат Кампече) та Петені.

## Час
Вивчення показало, що вони відносяться переважно до класичного періоду. Значна частина датується кінцем VII — початком VIII століть, тобто розквітом цивілізації класичного періоду. Графіті також створювалися у період занепад цивілізації класичного періоду.
Крім того, за останніми дослідженнями, виявлено графіті, що відносяться до післякласичного періоду. Детальний аналіз будівель виявив наявність графіті у докласичний період, зокрема в Тікалі.

## Тематика
Це продряпані на гладкій стукковій поверхні, що представляють зображення людей, божеств, тварин, птахів, рослин, будівель (пірамід, храмів), прапорів, написи, трони, іноді повноцінні жанрові сценки з життя володарів, богів, звичайних мешканців міст (представлені настільні і колективні ігри) геометричні та абстрактні фігури.

## Автори
Стосовно авторів і призначення графіті дотепер немає відомостей. За однією версією дослідників, ці малюнки були лише результатом короткочасної забави нудьгуватого мешканця або відвідувача будівлі. Інші вчені переконані, що графіті стародавніх мая являють собою своєрідний вид вотивних принесень. Натепер, виявлено, що більшість створено представниками заможніх верств, насамперед знаттю. На думку дослідників, це було своєрідним хобі тодішніх аристократів, створення власних графіті вважалося частиною відмінностей від інших. Подальше вивчення графіті довело, що малюнки в храмах та палацах створені більш якісно та правдиво, ніж графіті в оселях та коморах, що ймовірно належать нижчим верствам маянського суспільства.

## Опис

### Техніка
Вони представляють собою особливий вид образотворчого мистецтва. Намальовані червоними (частіше помаранчево-червоною) або чорними фарбами. Для першого використовувалися гематіт та кольорова глина, для другого — вугілля та інші чорні барвники. Жовті та сині лінії в графіті доволі рідкісні.
Робилися гострими предметами по стукко або твердій будь-якій поверхні. Якість створення у них різна: деякі з них грубі і досить примітивні, інші вражають своїми художніми якостями.

### Властивості
Ці малюнки представлені у різних місцях і вони жодним чином між собою не співвідносяться. Їх знайдено на стелях, стінах, підлогах, лавах, кутах, в темних коридорах, проходах найрізноманітніших будівель (осель, пірамід, храмів, комор). В печерах частіше залишали відбитки руки чи ноги, а також трафаретні зображення.
Так, серед графіті в так званому «Палаці Малера» (Тікаль), що датуються VII—VIII ст., присутній чудовий малюнок танцюриста з прекрасно вираженою динамікою руху і ретельною обробкою деталей костюма. У цьому ж будинку інше графіті передає складну сюжетну композицію: на вершині піраміди знаходиться трон, на якому сидить людина зі скіпетром у руках. Над ним височіє велетенська фігура ягуара, що стоїть, спираючись передніми лапами на довгий жезл, на спині ягуара — велика маска у вигляді людського обличчя.
На тікальському графіті з храму II, який відносять до VII в., представлено церемонію принесення в жертву: на помості підносяться два стовпи, до яких прив'язаний бранець, в його тілі стирчить спис або стріла. Праворуч від помосту знаходиться людина в шоломі у формі пташиної голови, в руках у нього лук або копьеметалка. Зліва за подіями спостерігає жінка з безпорадно розведеними руками (за іншим варіант тлумачення плескає у долоні). Вся сцена передана жваво і динамічно кількома великими штрихами, без дрібних деталей. Інше графіті з того ж храму представляє майстерно передану складну позу людської фігури: ахав (цар) сидить на троні, піднявши зігнуту в коліні праву ногу і впершись в неї руку. Іншою рукою він сперся на сидінні, ліва нога витягнута — він уважно вдивляється перед собою. Таке положення фігури не зустрічається в інших пам'ятниках мистецтва мая.
Побутовий характер носять графіті з будівлі під назвою «П'ятиповерховий палац» (Тікаль). Тут зображено процесію релігійного характеру. Попереду йде невисокий музика, притримуючи однією рукою біля рота довгу дерев'яну трубку. Він веде на повідку маленьку собачку. За ним слідує другий трубач, а за ними простують два вояки зі списами в руках і з химерними зачісками (або головними уборами).
Цікавими є графіті з поселення Ц'ітбатнах (департамент Петен). більшість з них представлені у «Будинку розписів» (загалом 160) на стелі і стінак. Після ретельного вивчення зображень фахівці змогли виділити групи богів, людей, тварин, абстрактні символи і навіть написи. Серед останніх зустрічається титул «володар Хушхаабте», що сприяє вивченю політичної історії колишньої царства на території цього поселення. Інші графіті відкривають перед дослідниками світ богів мая, вигляд яких відрізняється від стандартних зображень на стелах і парадній кераміці.
Масштабною є графіті-композиція у Ріо-Беку, яка представляє комплекс церемоніальних сцен, загальним розміром до 2,5 м. Тут представлені божества і різні міфологічні істоти мая, чоловічі та жіночі образи. На них зображені представники знаті та жерці.
На графіті в інших містах мая присутні піраміди, іноді з будівлями, дахи яких вкриті соломою, човни з вітрилами, прапори, різні тварини, зокрема ягуар, олень, змія, птахи, атакож ієрогліфічні написи.

## Значення
Графіті важливі для вчених, насамперед, тим, що є яскравим прикладом неформального «домашнього» мистецтва стародавніх мая, дозволяють дізнатися більше про повсякденне життя народу, дають розуміння особливостей стародавнього суспільства мая, їхніх звичаїв.